# Mount Sterling (Kentucky)
Mount Sterling és una població dels Estats Units a l'estat de Kentucky. Segons el cens del 2000 tenia 5.876 habitants.

## Demografia
Segons el cens del 2000, Mount Sterling tenia 28.574 habitants, 24.457 habitatges, i 16.214 famílies. La densitat de població era de 1.214,5 habitants/km².
Dels 24.457 habitatges en un 28,9% hi vivien nens de menys de 18 anys, en un 44,8% hi vivien parelles casades, en un 14,2% dones solteres, i en un 38% no eren unitats familiars. En el 33,3% dels habitatges hi vivien persones soles el 17,4% de les quals corresponia a persones de 65 anys o més que vivien soles. El nombre mitjà de persones vivint en cada habitatge era de 2,28 i el nombre mitjà de persones que vivien en cada família era de 2,89.
Per edats la població es repartia de la següent manera: un 22,7% tenia menys de 18 anys, un 10,6% entre 18 i 24, un 28,4% entre 25 i 44, un 21% de 45 a 60 i un 17,4% 65 anys o més.
L'edat mediana era de 37 anys. Per cada 100 dones de 18 o més anys hi havia 83,1 homes.
La renda mediana per habitatge era de 36.050 $ i la renda mediana per família de 42.074 $. Els homes tenien una renda mediana de 34.584 $ mentre que les dones 38.081 $. La renda per capita de la població era de 34.145 $. Entorn del 9,1% de les famílies i el 14,4% de la població estaven per davall del llindar de pobresa.

## Poblacions més properes
El següent diagrama mostra les poblacions més properes.